# 李学政
李学政（1965年8月6日—）山东菏泽人，中央军委后勤保障部金盾影视中心主任。

## 生平
李学政是今菏泽开发区佃户屯人。1994年到1997年，在菏泽人民广播电台（现牡丹区人民广播电台）担任主持人。后到北京发展，先后在多家媒体任职，最后进入中国人民解放军总后勤部金盾影视中心（2016年改为中央军委后勤保障部金盾影视中心），任该中心成立后的第一任主任。此外，作为金盾影视中心主任的李学政还和莫言、周梅森应邀担任最高人民检察院影视中心艺术总监和顾问。
2023年3月30日，被免去文化艺术视听传播委员会副会长职务。

## 作品
影视表演
- 2016年电影《特种兵王》饰大校指挥官
- 2016年电影《惊魂48》
- 2017年电视剧《那年花开月正圆》饰老德
- 2017年电视剧《人民的名义》饰王文革[3]
- 2024年电视剧《但願人長久》饰牛醫官

## 言论
2021年9月16日，李学政发表题为《合格文艺工作者应具备什么品相？》的评论文章，怒斥当下娱乐圈乱象，提出了一名合格的文艺工作者所应该具有的品质。该文被十余家主流媒体转载，上百名艺人转发并表示支持。
2021年9月24日，电视剧《人民的名义》监制李学政近日受访提及，时任江苏政法委书记兼公安厅长王立科曾勒令剧终片尾删除曾支持拍摄的数十家江苏公检法单位的鸣谢。他说，剧集完结后未能评奖、复播，姊妹篇也被迫改名，皆与王立科的强烈干预有关。
他后又发文指，在播出中途，王立科等人曾举报人民日报社及下属媒体接受剧组“有偿新闻”为其宣传，但调查结果清白。
2021年11月23日中国演出行业协会网络表演（直播）分会发布第九批网络主播警示名单后，引起广泛反响。對此，李学政率先质疑此协会是否有处罚演艺人员的资格，以及发布“从业抵制”公告的权力。
2023年3月23日，李学政实名举报中宣部文艺局局长刘汉俊，指控其利用职权在网络大量卖书、制造对金盾影视中心及李学政本人的谣言、出台文件“打击迫害”金盾影视作品、阻挠“有关单位纪念抗美援朝战争胜利七十周年的正当活动”。有关举报内容在金盾影视中心官网及李学政本人的朋友圈公布。隨後文章被微博刪除，「金盾雲學院」微博、金盾影視官網相繼遭遮蔽。百度百科、搜狗百科下架李學政的詞條；微博、微信等社群刪除與他有關的內容。